# 新日沃京诺耶农村居民点
新日沃京诺耶农村居民点（俄语：Новоживотинновское сельское поселение）是俄罗斯联邦沃罗涅日州拉蒙区所属的一个农村居民点。其下辖有5个居民点，行政中心为新日沃京诺耶。据2016年统计，该农村居民点的人口为2898人。